# Thelypteris squamigera
Thelypteris squamigera là một loài thực vật có mạch trong họ Thelypteridaceae. Loài này được (Schltdl.) Ching miêu tả khoa học đầu tiên năm 1936.